# Pterolophia principis
Pterolophia principis är en skalbaggsart som beskrevs av Aurivillius 1910. Pterolophia principis ingår i släktet Pterolophia och familjen långhorningar. Inga underarter finns listade i Catalogue of Life.